# Stanley Bailey
Stanley Hartnoll Bailey (* 1904; † 20. Dezember 1938 in London) war ein britischer Akademiker und Dozent für Internationale Beziehungen an der London School of Economics (LSE) sowie Honorary Secretary des British Coordinating Committee on International Studies.

## Leben und Wirken – Bailey-Conferences
Bailey wurde 1904 geboren und graduierte 1926 in Cambridge. 1927 startete er als Lehrkraft an der London School of Economics (LSE) im Bereich für Internationale Beziehungen (International Relationships, IR), wo er mit Charles Manning zusammenarbeitete. Er galt als energiegeladen, enthusiastisch, freundlich, ehrlich, hart arbeitend und guter Organisator und wurde schnell vom Assistenzdozenten (Assistant Lecturer) zum vollen Dozenten (Full Lecturer) befördert.
Bailey hatte ein leidenschaftliches Interesse an der Verbreitung von Wissen über Internationale Beziehungen in alle Ebenen des britischen Ausbildungssystems (Sekundarstufe, Colleges und Universitäten) und glaubte daran, dass dies ein Schlüsselelement war, um die vom Völkerbund propagierte friedliche Welt zu erreichen und die heimtückischen Effekte extremen Nationalismus zu verhindern. Dies schlug sich auch in seinen drei Büchern „The Framework of International Society“ (1932), „International Studies in Great Britain“ (1933) sowie „International Studies in Modern Education“ (1938) nieder.
1932 wurde er zusätzlich zum Geschäftsführer des British Coordinating Committee on International Studies (BCCIS) ernannt und machte Ausbildung über Internationale Beziehungen zu einem seiner Hauptthemen. Noch im selben Jahr empfahl er dem BCCIS ein Subkomitee, welches im Dezember 1932 eingerichtet wurde und sich um das Fach Internationale Beziehungen auf allen Ebenen der Ausbildung in Großbritannien kümmerte. Es initiierte 1933 eine erste rein britische Konferenz, an der 31 Personen, unter ihnen Charles Manning, teilnahmen und aus der später die nach Bailey benannten Bailey Conferences hervorgehen sollten. In den folgenden Jahren lagen die Aktivitäten von Bailey im Rahmen des BCCIS auf der Organisation der jährlichen International Studies Conferences (ISCs), die sich lediglich um die universitäre Ebene kümmerte.
1938 organisierte Bailey neben der ISC-Konferenz in Prag die zweite rein britische Konferenz zum Thema Internationale Beziehungen, die im März 1938 an der London School of Economics (LSE) stattfand. Obwohl er Mitte 1938 bereits schwer erkrankt war und nicht mehr an der ISC in Prag teilnehmen konnte, forcierte Bailey die dritte rein britische Konferenz. Im Dezember war er zu schwer erkrankt, um diese weiter zu organisieren. Charles Manning übernahm dies; die Konferenz fand im März 1939 statt.
Stanley Hartnoll Bailey erlebte diese nicht mehr; er verstarb am 20. Dezember 1938 im Alter von 34 Jahren und hinterließ Frau und 3 kleine Mädchen. Sein bleibendes Vermächtnis waren die weiteren 11 Bailey-Conferences, die nach dem Zweiten Weltkrieg 1949 wieder aufgenommen wurden und 1975 in die jährlichen Konferenzen der als Nachfolgeorganisation des BCCIS neu gegründeten British International Studies Association (BISA) überführt wurden.

## Werke
- Devolution in the Conduct of International Relations. In: London School of Economics (Hrsg.): Economica. Nr. 30. Wiley, November 1930, S. 259–274, doi:10.2307/2547969, JSTOR:2547969 (englisch).
- The Framework of International Society. Longmans & Co, London 1932, OCLC 776309959 (englisch, 92 S.).
- International Studies in Great Britain. Oxford University Press, London 1933, OCLC 912216384 (englisch, 124 S.).
- International Economic Coöperation at the Cross-Roads. In: American Political Science Review. Band 28, Nr. 5, Oktober 1934, S. 807–824, doi:10.2307/1947405, JSTOR:1947405 (englisch).
- Mr. Roosevelt's Experiments. L. & V. Woolf, London 1935, OCLC 771116275 (englisch, 48 S.).
- The Anti-Drug Campaign: An Experiment in International Control. P. S. King & Son, London 1935, OCLC 264993417 (englisch, 264 S.).
- International Studies in Modern Education. Oxford University Press, London 1938, OCLC 1097416563 (englisch, 309 S.).
  - Französische Übersetzung: Les études internationales dans l'enseignement contemporain. Institut international de coopération intellectuelle – Völkerbund, Paris 1938, OCLC 458584311 (französisch, 234 S.).